# 119967 Daniellong
119967 Daniellong è un asteroide della fascia principale. Scoperto nel 2002, presenta un'orbita caratterizzata da un semiasse maggiore pari a 2,2755642 UA e da un'eccentricità di 0,1665555, inclinata di 9,60791° rispetto all'eclittica.